# Lugdúnum
|  | Per a altres significats, vegeu «Lugdúnum (desambiguació)». |

Lugdúnum o Lugudúnum (en grec antic Λούγδουνον) és el nom llatí de la ciutat de Lió a França, situada a la unió entre l'Arar (Saona) i el Rhodanus (Roine). La ciutat romana era situada al territori dels segusiaves, veïns dels hedus (aedui), en un turó actualment anomenat Fourvière (possiblement una corrupció de Forum Vetus). Claudi Ptolemeu col·loca erròniament la ciutat en territori dels hedus. Plini el Vell diu que els habitants de Lugdúnum eren homes lliures.
Lucius Munatius Plancus, governador de la Gàl·lia Transalpina, hi va establir el 43 aC una colònia romana amb gent portada de Vienna (Vienne = Viena del Delfinat) que havia estat expulsada d'aquella ciutat pels al·lòbroges. En temps d'Estrabó era la ciutat més gran de la Gàl·lia després de Narbona, centre comercial i de comunicacions i els governadors romans hi tenien una seca per encunyar or i plata. En temps de Plini el jove hi havia fins i tot llibreters, segons diu a la seva correspondència, on explica que s'hi trobaven les seves obres. En temps de Sèneca la ciutat va ser destruïda pel foc, però Neró la va fer reconstruir. Segons Tàcit, quan Galba es va revoltar, la ciutat, en agraïment d'aquest fet, va seguir fidel a Neró.
Els soldats de Septimi Sever la van saquejar l'any 197 després de la derrota de Clodi Albí a la batalla de Lugdúnum. Encara al final de l'Imperi era un centre important. Quan Julià era governador de la Gàl·lia, Lugdúnum va ser atacada per un grup d'alamans, segons diu Ammià Marcel·lí. A la ciutat hi havia l'altar d'August (Ara Augusti) a l'angle entre l'Arar i el Roine, construït el 12 aC i dedicat a August l'any 10 aC per tots els pobles gals. A l'altar hi havia una inscripció amb el nom dels seixanta estats gals que el van dedicar, i imatges de cada un d'ells. Cada any s'hi celebrava una festa solemne, que explica Dió Cassi. El primer sacerdot va ser Caius Julius Vercundaridubius, un hedu.
A la ciutat hi va néixer l'emperador Claudi. A algunes inscripcions apareix com a Colonia Copia Claudia Augusta Lugdunum, nom que probablement li va ser donat en temps d'aquest emperador.
El cristianisme hi va entrar molt aviat. En temps de Marc Aureli hi hagué una persecució de cristians, que en comportà la mort d'una quarantena. El seu bisbe, Potí, morí a l'arena del circ el 172 o potser el 177. Els sofriments dels màrtirs els explica amb una evident exageració Eusebi de Cesarea a la Història eclesiàstica, encara que la crueltat de la persecució és certa. Tot i això, la comunitat es restablí sota el govern del bisbe Ireneu de Lió, un dels pares de l'Església, i va créixer en mida i influència.
La ciutat tenia cases, temples, teatres, palaus i aqüeductes però en queden poques restes, ja que els materials es van reutilitzar. Hom pot veure unes mínimes restes del teatre, d'un camp militar. Hi havia tres aqüeductes (Brévenne, monts d'Or i Yzeron) dels que només en queden vestigis.
Lugdúnum va donar nom a la província de la Gàl·lia Lugdunense (Gallia Lugdunensis).